# Pawel Paczkowski
Pawel Paczkowski (Świecie, 1993. június 14. –) lengyel válogatott kézilabdázó, jobbátlövő, jelenleg a fehérorosz Meshkov Brest játékosa, kölcsönben a lengyel Kielce csapatától.

## Pályafutása

### Klubcsapatokban
Paweł Paczkowski szülővárosának csapatában, a Siódemka Świecie-ben kezdett kézilabdázni. 2010-ben szerződött az élvonalban szereplő Wisła Płockhoz, amellyel 2011-ben, 2012-ben és 2013-ban is ezüstérmes lett a bajnokságban, valamint bemutatkozhatott a Bajnokok Ligájában is. A 2014–15-ös szezont megelőzően a Kielce szerződtette, azonban az idény végéig a francia első osztályú Dunkerque Handballnak adta kölcsön. 2017 nyarán az ukrán Motor Zaporizzsja vette kölcsön. A 2018–2019-es szezont szintén az ukrán csapatnál kezdte meg. 2019. január 2-án egy plusz egyéves kölcsönszerződést írt alá a Telekom Veszprémmel. Súlyos térdsérülése miatt csak a 2019-2020-as szezonban, 2019 novemberében, egy Metaloplasztika Sabac elleni SEHA-liga-mérkőzésen tudott bemutatkozni a magyar csapatban. A 36–29-re megnyert találkozón egy gólt szerzett. 2020 márciusában a bakonyi klub hivatalosan is bejelentette, hogy nem érvényesíti a lengyel játékos szerződésében lévő plusz egyéves opciót, így Packowski a szezon végén távozik a klubtól. Ezt követően az is hivatalossá vált, hogy a jobbátlövő szerződést hosszabbított a Kielcével, egyúttal a 2020-2021-es idénytől kölcsönben a Meskov Bresztben játszik két évig.

### A válogatottban
Paczkowski 2012-ben mutatkozott be a lengyel válogatottban. Részt vett a 2017-es világbajnokságon.